# Obuku
Obuku (御仏供) eller, med æressuffiks, obukusama (御仏供様) er en japansk risret.
Obuku er egentlig offerrisen fra buddhistiske husalter (butsudan). Når den er blevet tør, bliver den ristet over en ild af trækul og dyppet i sojasovs. Det er en ret for børn og gamle mennesker.